# Grubodziób żałobny
Grubodziób żałobny (Mycerobas carnipes) – gatunek średniej wielkości ptaka z rodziny łuszczakowatych (Fringillidae), podrodziny łuskaczy (Carduelinae). Występuje w Azji, od Morza Kaspijskiego po Chiny. Nie jest zagrożony wyginięciem.

## Taksonomia
Po raz pierwszy gatunek opisał w 1836 Brian Houghton Hodgson – naturalista i minister-rezydent w Nepalu, skąd też pozyskał holotyp ptaka. Nadał mu nazwę Coccothraustes carnipes. Obecnie (2021) nazwą akceptowaną przez Międzynarodowy Komitet Ornitologiczny (IOC) jest Mycerobas carnipes. IOC wyróżnia 3 podgatunki. Cechuje je stopniowa zmiana cech – wraz ze wzrostem długości geograficznej (W → E) wzrastają rozmiary i ciemnieje upierzenie grubodziobów żałobnych. Podgatunek merzbacheri niekiedy (np. w przypadku Handbook of the Birds of the World) nie jest uznawany, a ptaki włączane są do M. c. carnipes.

## Podgatunki i zasięg występowania
IOC wyróżnia następujące podgatunki:
- M. c. speculigerus (von Brandt, JF, 1841) – północny i północno-wschodni Iran i południowy Turkmenistan po północno-zachodni i wschodnio-centralny Afganistan i zachodni Pakistan (Beludżystan)[4]
- M. c. merzbacheri Schalow, 1908 – wschodni Kazachstan (Ałatau Dżungarski i Tienszan[4]) i północno-zachodnie Chiny
- M. c. carnipes (Hodgson, 1836) – północno-wschodni Afganistan poprzez Himalaje po centralne Chiny i północną Mjanmę

## Morfologia

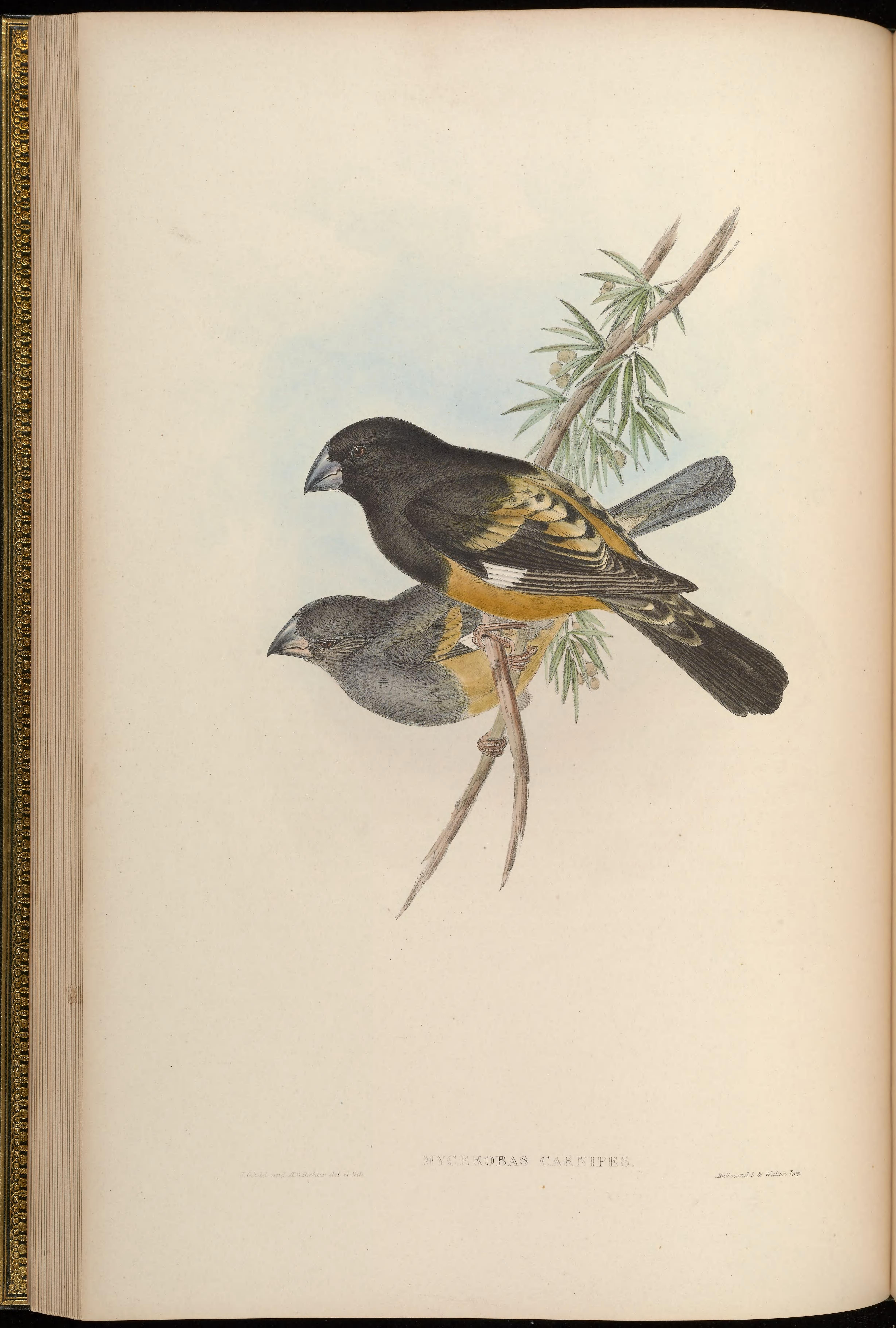
Samiec i samica na ilustracji Johna Goulda

Długość ciała wynosi około 22–24 cm, masa ciała 50–66 g. Wymiary szczegółowe (samce): długość skrzydła 114–120 mm, długość dzioba 17–20 mm (od końcówki po nasadę nozdrzy – 15–17 mm). Opis upierzenia za Johnem Gouldem. Głowę, szyję, grzbiet, gardło, pierś i sterówki cechuje smoliście czarna barwa. Kuper, brzuch oraz pokrywy podogonowe są żółte (według autora – woskowożółte). Czarne pokrywy nadogonowe mają żółte krawędzie. Skrzydła ciemnoszare. Na lotkach można dostrzec białe nasady i białoszare krawędzie, a na większych pokrywach skrzydłowych żółte końcówki. Na końcach zewnętrznych chorągiewek lotek III rzędu znajdują się podłużne żółte plamy, które następnie przechodzą w białe końcówki. Dziób brązowy, ciemnieje ku końcowi. Nogi brązowe. Samica jest podobnie ubarwiona. Wyróżniają ją czarne pokrywy uszne, szare głowa, szyja i górna część grzbietu. Do tego nie ma tak intensywnych barw, kuper jest żółtooliwkowy, a sterówki zdobią krawędzie tejże barwy.

## Ekologia
Środowiskiem życia grubodziobów żałobnych są lasy z jałowcami, jałowcowo-świerkowe. Gdy ptaki rozpraszają się po sezonie lęgowym w Kazachstanie, odwiedzają niższe wysokości z występującymi jabłoniami, głogiem i dziką różą. Podczas badań prowadzonych w Kazachstanie w 1965 okazało się, że najliczniej grubodzioby żałobne występują tam, gdzie najwięcej jest jałowców – na wysokości 2600–2900 m n.p.m. Pojedyncze osobniki dwa razy widziane były także i ponad 3500 m n.p.m., gdzie towarzyszyły im dziwonie czerwonogardłe (Carpodacus puniceus). Pożywienie M. carnipes stanowią głównie jagody jałowców, owoce dzikiej róży, także nasiona świerku i Cerasus.

### Lęgi
Sezon lęgowy trwa od maja do września. Grubodzioby żałobne są monogamiczne, gniazdują samotnie. Za budowę gniazda odpowiedzialna jest samica. Konstrukcję tworzą gałązki, źdźbła traw i kawałki mchu. Zniesienie liczy 2–5 jaj. Wysiadują je oba ptaki z pary przez 14–16 dni. Następnie oboje rodzice opiekują się młodymi przez blisko 20 dni, nim te będą już opierzone. W Kazachstanie na niższych wysokościach ptaki rozpierzchają się w stadach 10–20 ptaków w listopadzie.

## Status
IUCN uznaje grubodzioba żałobnego za gatunek najmniejszej troski (LC – Least Concern). Ma duży zasięg występowania rzędu około 3,25 mln km²; ze względu na brak widocznych zagrożeń BirdLife International uznaje trend populacji za stabilny.